# Boscawen
Boscawen est une ville du comté de Merrimack, dans le New Hampshire, aux États-Unis.
La population de la ville était de 3 965 habitants au recensement de 2010.

## Histoire
La localité est dénommée du patronyme de l'amiral britannique Edward Boscawen.

## Personnalités nées à Boscawen
- John Adams Dix (1798-1879), homme politique et militaire.
- Marion Dix Sullivan (1802 — 1860), compositrice.
- William P. Fessenden (1806-1869), homme politique.